# Afromelanichneumon holomelanus
Afromelanichneumon holomelanus là một loài tò vò trong họ Ichneumonidae.